# Бивио Канале (Терни)
Бивио Канале је насеље у Италији у округу Терни, региону Умбрија.
Према процени из 2011. у насељу је живело 117 становника. Насеље се налази на надморској висини од 154 м.